# Carlos Sandoval
Carlos Sandoval (nascido em 21 de janeiro de 1928) é um ex-ciclista guatemalense que competiu no ciclismo nos Jogos Olímpicos de Verão de 1952, representando a Guatemala.